# Naantali
Naantali (in svedese Nådendal) è una città finlandese di 19850 abitanti, situata nella regione del Varsinais-Suomi.
Secondo una leggenda, sotto la chiesa principale della città sarebbe custodito il Santo Graal.
Nella stemma della città ci sono lettere "vg" che sono dalla frase latina "vallis gratiae".
Vi si trova la residenza estiva del presidente della Finlandia.